# Carepalxis perpera
Carepalxis perpera is een spinnensoort in de taxonomische indeling van de wielwebspinnen (Araneidae).
Het dier behoort tot het geslacht Carepalxis. De wetenschappelijke naam van de soort werd voor het eerst geldig gepubliceerd in 1911 door Alexander Petrunkevitch.